# Хоных
Хоных (хак. Хоных — ночлег) — узловая железнодорожная станция Абаканского региона Красноярской железной дороги на линии Новокузнецк — Абакан. Находится в пос. Хоных Райковского сельсовета Усть-Абаканского района Республики Хакасия.
Расстояние до узловых станций (в километрах): Междуреченск 291, Оросительный 7, Тигей 7.
Станция смены вида тяги (на Ужур).
Соединительная ветка на станцию Оросительный линии Ачинск — Абакан (только для грузового движения). В 2019 году введены в эксплуатацию погрузочный комплекс и подъездные пути необщего пользования для перевалки угля с разреза Бейского каменноугольного месторождения.

## Дальнее следование
| № поезда | Маршрут движения | № поезда | Маршрут движения |
| -------- | ---------------- | -------- | ---------------- |
| 77       | Абакан — Москва  | 78       | Москва — Абакан  |